# Joël Lautier
Joël Lautier, född 12 april 1973, är en fransk schackspelare och stormästare. Han blev världsmästare för juniorer 1988 i Adelaide. Han har vunnit franska mästerskapen 2004 och 2005. Han var tidigare gift med schackspelaren Almira Skripchenko.

## Partiexempel
Vit: Viswanathan Anand
Svart: Joël Lautier
Turnering: Credit Suisse, Biel SUI 1997 
1.e4 d5 2.exd5 Dxd5 3.Sc3 Da5 4.d4 Sf6 5.Sf3 c6 6.Lc4 Lf5 7.Se5 e6 8.g4 Lg6 9.h4 Sbd7 10.Sxd7 Sxd7 11.h5 Le4 12.Th3 Lg2 13.Te3 Sb6 14.Ld3 Sd5 15.f3 Lb4 16.Kf2 Lxc3 17.bxc3 Dxc3 18.Tb1 Dxd4 19.Txb7 d8 20.h6 gxh6 21.Lg6 Se7 22.Dxd4 Txd4 23.Td3 Td8 24.Txd8 Kxd8 25.Ld3 1-0